# Sequentielles Gleichgewicht
Das sequentielle Gleichgewicht (kurz: SG) ist ein spieltheoretisches Lösungskonzept für dynamische Spiele mit unvollständiger und/oder unvollkommener Information.
Das Konzept des sequentiellen Gleichgewichts, welches von Kreps und Wilson (1982) eingeführt wurde, ist eine Verfeinerung des teilspielperfekten Gleichgewichts. Zum Ausdruck kommt diese Verfeinerung durch das Belief-System und die Forderung nach der sequentiellen Rationalität sowie der Konsistenz insbesondere in dynamischen Spielen mit unvollständiger und/oder unvollkommener (imperfekter) Information.

## Entwicklung
Bei dem Teilspielperfektheitskonzept müssen die Gleichgewichtsstrategien an jedem Entscheidungsknoten optimal sein. Die Voraussetzung dafür ist, dass die Spieler vollkommene Information besitzen, d. h. sie müssen über den bisherigen Spielverlauf informiert sein und damit in der Lage sein, zu wissen, an welchem Knoten sie sich befinden.
In Spielen mit unvollständiger und/oder unvollkommener Information schließt das Konzept der Teilspielperfektheit jedoch nicht alle unplausiblen Nash-Gleichgewichte aus, da in solchen Situationen häufig kein echtes Teilspiel existiert.
In einem solchen Spiel entspricht das teilspielperfekte Gleichgewicht dem Nash-Gleichgewicht, und dann hilft die Teilspielperfektheit nicht weiter.
Um diese Schwächen der Teilspielperfektheit zu vermeiden, wurde das Konzept 'sequentielles Gleichgewicht' entwickelt. Es erfordert, dass die Gleichgewichtsstrategien jeder Informationsmenge optimal sein müssen, unter der Voraussetzung, dass das Belief-System konsistent ist. (Mit dem Belief-System werden für jede Informationsmenge die Beliefs bestimmt, die die Spieler, die bei dieser Informationsmenge zum Zug kommen, über den bisherigen Spiellauf haben.)

## Darstellung des sequentiellen Gleichgewichts
{\displaystyle (s,\mu )}
mit
- {\displaystyle \textstyle s}: Strategiekombination
- {\displaystyle \textstyle \mu }: Wahrscheinlichkeitseinschätzung (Belief)

## Formale Definitionen
Die Einschätzung {\displaystyle \textstyle (s,\mu )}, die sowohl konsistent als auch sequentiell rational ist.

### Sequentielle Rationalität
Eine Einschätzung {\displaystyle \textstyle (s,\mu )} ist sequentiell rational, wenn die von einem Spieler 𝑖 gewählten Strategien an jeder Informationsmenge {\displaystyle \textstyle I_{i}} optimal sind angesichts der Einschätzungen und der Fortsetzungsstrategien der anderen Spieler.
Anders formuliert: In einem endlichen extensiven Spiel mit vollkommener Erinnerung (perfect recall) ist eine Einschätzung {\displaystyle \textstyle (s,\mu )} sequentiell rational, wenn für jeden Spieler {\displaystyle i\in N} und an jeder seiner Informationsmengen {\displaystyle I_{i}\in \iota _{i}} gilt:
{\displaystyle u_{i}(s,\mu |I_{i})\gtrsim u_{i}(s\!\,'_{i},s_{-i},\mu |I_{i})}

### Konsistenz
Eine Kombination {\displaystyle \textstyle (s,\mu )} ist konsistent, wenn eine Folge {\displaystyle \textstyle {(s^{\varepsilon },\mu ^{\varepsilon })}} existiert, die gegen die Einschätzung {\displaystyle \textstyle (s,\mu )} konvergiert und die Eigenschaften hat, dass jedes strategische Profil {\displaystyle \textstyle {s^{\varepsilon }}} vollständig gemischt ist sowie jedes Beliefs-System {\displaystyle \textstyle {\mu ^{\varepsilon }}} aus {\displaystyle \textstyle {s^{\varepsilon }}} aus der bayesschen Regel abgeleitet ist, so dass gilt:
{\displaystyle \lim _{\varepsilon \to 0}(s^{\varepsilon },\mu ^{\varepsilon })=(s,\mu )}

## Bemerkung
Das Konzept des sequentiellen Gleichgewichts begrenzt Beliefs über Informationsmengen, die nicht im Gleichgewicht erreicht werden, durch die Einführung der Konsistenzforderung.
Hinter dieser Forderung steht folgende Intuition:
„[…] Sobald eine Abweichung vom Gleichgewichtspfad erfolgt (ein – beabsichtigter oder unbeabsichtigter – Fehler), dann muss von diesem Punkt an der weitere Spielverlauf wieder ein sequentielles Gleichgewicht darstellen – gegeben irgendwelche Einschätzungen darüber, wieso der Fehler passierte. D. h., ausgehend von den Wahrscheinlichkeitseinschätzungen {\displaystyle \textstyle \mu }, spielen die Spieler wieder bei jedem Ereignis optimale Strategien; sie revidieren dabei ihre Wahrscheinlichkeiten entsprechend der bayesschen Regel, wobei nun die Einschätzungen {\displaystyle \textstyle \mu } als Kalkulationsbasis dienen – es sei denn, ein weiteres Ereignis mit Null-Wahrscheinlichkeit tritt ein. In letzterem Fall muss der handelnde Spieler wieder konsistente Einschätzungen bilden.“

## Sätze
1. Für jedes endliche extensive Spiel existiert mindestens ein sequentielles Gleichgewicht.[3]
2. Wenn {\displaystyle \textstyle {(s,\mu )}} ein sequentielles Gleichgewicht ist, dann ist s ein teilspielperfektes Gleichgewicht.[3]
3. wenn {\displaystyle \textstyle {(s,\mu )}} ein sequentielles Gleichgewicht ist, dann ist {\displaystyle \textstyle {(s,\mu )}} erweitert teilspielperfekt.[4]

## Beispiel und Lösungsweg

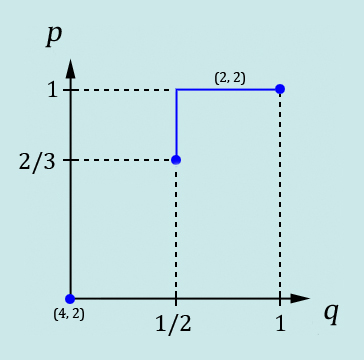
Graphische Darstellung der Menge aller Gleichgewichte

Eine Einschätzung wird dargestellt wie folgt:
{\displaystyle (s,\mu )=((s_{1},s_{2}),\mu )}
mit
- {\displaystyle \textstyle {s_{1}}}: Die Strategie von Spieler 1 entspricht der Wahrscheinlichkeitsverteilung über seine Strategien, M, L und R;
- {\displaystyle \textstyle {s_{2}}}: Die Strategie von Spieler 2 entspricht der Wahrscheinlichkeitsverteilung über seine Strategien l und r;
- {\displaystyle \textstyle {\mu }}: Belief von Spieler 2, welches dadurch bedingt ist, dass die Informationsmenge von Spieler 2 erreicht wird.

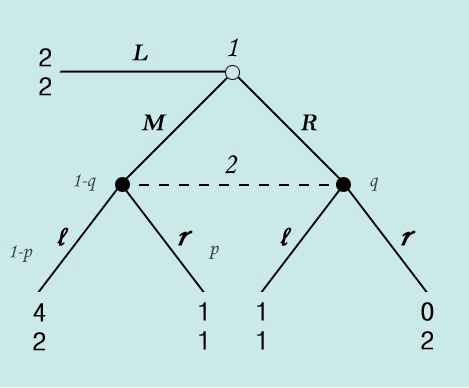
Beispiel für sequentielles Gleichgewicht

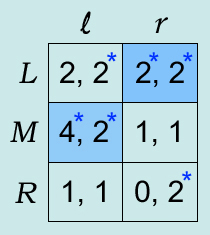
Spiel in Matrixform; Auszahlungen und Nash-Gleichgewichte

In diesem Beispiel gibt es zwei Typen der sequentiellen Gleichgewichte.
Erster Typ: Sequentielles Gleichgewicht, falls die Informationsmenge von Spieler 2 erreicht wird, d. h.
{\displaystyle s_{1}(L)=0}
Die Strategie R ist von L und M strikt dominiert, so dass
{\displaystyle s_{1}(R)=0\qquad {\text{und}}\qquad s_{1}(M)>0}.
Die bayessche Regel ist anwendbar, denn die Informationsmenge von Spieler 2 liegt auf dem Gleichgewichtspfad:
{\displaystyle \mu (M)={\frac {s_{1}(M)}{s_{1}(M)+s_{1}(R)}}=1},
{\displaystyle \mu (R)={\frac {s_{1}(R)}{s_{1}(M)+s_{1}(R)}}=0}.
Mit den Beliefs wird Spieler 2 rational l wählen, da die Strategie l eine höhere Auszahlung ergibt:
{\displaystyle u_{2}(M,l)>u_{2}(M,r)}
Daraus folgt:
{\displaystyle s_{2}(l)=1},
{\displaystyle \textstyle {s_{2}(r)=0}}.
Die Einschätzung ist sequentiell rational wiederum dann und nur dann, wenn
{\displaystyle s_{1}(L)=0},
{\displaystyle s_{1}(M)=1},
{\displaystyle s_{1}(R)=0}.
Fazit
{\displaystyle \textstyle {(s,\mu )=(((0,1,0),(1,0)),(1,0))}}  ist ein sequentielles Gleichgewicht in einem Fall, in dem die Informationsmenge von Spieler 2 erreicht wird.
Bemerkung
In diesem Fall ist das Lösungsverfahren identisch mit dem des perfekt bayesschen Gleichgewichts.
Zweiter Typ: Sequentielles Gleichgewicht, falls die Informationsmenge von Spieler 2 nicht erreicht wird, d. h:
{\displaystyle \textstyle {s_{1}(L)=1}},
{\displaystyle \textstyle {s_{1}(M)=0}},
{\displaystyle \textstyle {s_{1}(R)=0}}.
Die Strategie {\displaystyle \textstyle {s_{1}(L)=1}} bildet einen Teil der sequentiell rationalen Einschätzung dann und nur dann, wenn Spieler 2 r mit einer hohen Wahrscheinlichkeit spielt, z. B.
{\displaystyle \textstyle {s_{2}(r)=1}}  .
Ansonsten wird Spieler 1 von der Strategie L abweichen und die Anforderung der sequentiellen Rationalität nicht erfüllt.
(Beim sequentiellen Gleichgewicht wird angenommen, dass die Strategie auf dem Nicht-Gleichgewichtspfad im Spiel vorkommen kann. Daher braucht Spieler 2 die Beliefs über seine Informationsmenge, falls er zum Zug käme.)
Um  {\displaystyle \textstyle {s_{2}(r)=1}}   sequentiell rational zu sein, muss für die Beliefs gelten:
Gegeben, dass q definiert ist wie folgend:
{\displaystyle \textstyle {\mu (M)=1-q}}
{\displaystyle \textstyle {\mu (R)=q}},
wegen
{\displaystyle \textstyle (1-q)\cdot u_{2}(M,l)+q\cdot u_{2}(R,l)\leq (1-q)\cdot u_{2}(M,r)+q\cdot u_{2}(R,r)}
{\displaystyle \textstyle \Rightarrow (1-q)\cdot 2+q\cdot 1\leq (1-q)\cdot 1+q\cdot 2}
folgt   {\displaystyle \textstyle {q\geq {\frac {1}{2}}}}.
Um zu überprüfen, ob die Einschätzung mit den Strategien und Beliefs konsistent ist, wird betrachtet:
Es gibt Strategiekombinationen {\displaystyle s^{\varepsilon }=(s_{1}^{\varepsilon },s_{2}^{\varepsilon })},
wobei {\displaystyle \varepsilon } zum einen als eine kleine positive Zahl definiert ist, weiterhin wie folgt:
| {\displaystyle s_{1}^{\varepsilon }(L)=1-\varepsilon }    | {\displaystyle \textstyle {s_{2}^{\varepsilon }(l)=\varepsilon }}   |
| {\displaystyle s_{1}^{\varepsilon }(M)=(1-q)\varepsilon } | {\displaystyle \textstyle {s_{2}^{\varepsilon }(r)=1-\varepsilon }} |
| {\displaystyle s_{1}^{\varepsilon }(R)=q\varepsilon }     |                                                                     |.
Nun ist die bayessche Regel anwendbar und damit sind die Beliefs definiert:
{\displaystyle \mu (M)={\frac {s_{1}^{\varepsilon }(M)}{s_{1}^{\varepsilon }(M)+s_{1}^{\varepsilon }(R)}}={\frac {1-q}{1-q+q}}=1-q},
{\displaystyle \mu (R)={\frac {s_{1}^{\varepsilon }(R)}{s_{1}^{\varepsilon }(M)+s_{1}^{\varepsilon }(R)}}={\frac {q}{1-q+q}}=q}.
Mit  {\displaystyle \lim _{{\varepsilon }\to {0}}s^{\varepsilon }=s}  zeigt dies, dass die Einschätzung konsistent ist.
Fazit
{\displaystyle \textstyle (s,\mu )=(((1,0,0),(0,1)),(1-q,q))} ist ein sequentielles Gleichgewicht mit   {\displaystyle q\geq {\frac {1}{2}}}, falls die Informationsmenge von Spieler 2 erreicht wird.
Bemerkung
(1) Bemerkung für {\displaystyle \textstyle {s_{2}(r)=1}} als sequentiell rationale Strategie von Spieler 2 gegeben   {\displaystyle \textstyle {s_{1}(L)=1}}   und   {\displaystyle q\geq {\frac {1}{2}}}
Solange  {\displaystyle q\geq {\frac {1}{2}}}  wird Spieler 2 rational immer r wählen. Denn dieser Belief impliziert, dass er glaubt, dass Spieler 1 in seinem Spielzug eher R gewählt hat, so dass für Spieler 2 rational ist, r zu spielen. Daher spielt er r mit der Wahrscheinlichkeit von 1.
(2) Bemerkung für den speziellen Fall   {\displaystyle q={\frac {1}{2}}}
{\displaystyle q={\frac {1}{2}}}  bedeutet, dass die Beliefs über die jeweiligen Entscheidungsknoten in der Informationsmenge von Spieler 2 gleich sind. Dann ist Spieler 2 indifferent zwischen r und l. Daher wird er seine Strategien mischen:
In dem Fall   {\displaystyle q={\frac {1}{2}}}  bildet die Strategie  {\displaystyle \textstyle {s_{1}(L)=1}}  einen Teil des sequentiellen Gleichgewichts dann und nur dann, wenn    {\displaystyle \textstyle {p\geq {\frac {2}{3}}}}:
Gegeben, dass p definiert ist wie folgend:
{\displaystyle \textstyle {s_{2}(l)=1-p}}
{\displaystyle \textstyle {s_{2}(r)=p}},
wegen
{\displaystyle \textstyle (1-p)\cdot u_{1}(M,l)+p\cdot u_{1}(M,r)\leq u_{1}(L,s_{2})}
{\displaystyle \textstyle \Rightarrow (1-p)\cdot 4+p\cdot 1\leq 2}
folgt   {\displaystyle \textstyle {p\geq {\frac {2}{3}}}}.
(Da R von M strikt dominiert ist, wird es nur mit dem Fall verglichen, in dem Spieler 1 M wählt.)
Ansonsten ist   {\displaystyle \textstyle {s_{1}(L)=1}}   nicht sequentiell rational.
Um zu überprüfen, ob die Einschätzung mit den Strategien und Beliefs konsistent ist, wird betrachtet:
Es gibt Strategiekombinationen  {\displaystyle s^{\varepsilon }=(s_{1}^{\varepsilon },s_{2}^{\varepsilon })},
wobei {\displaystyle \varepsilon } zum einen als eine kleine positive Zahl und definiert ist und weiterhin wie folgt:
| {\displaystyle s_{1}^{\varepsilon }(L)=1-2\varepsilon } | {\displaystyle \textstyle {s_{2}^{\varepsilon }(l)=s_{2}(l)}} |
| {\displaystyle s_{1}^{\varepsilon }(M)=\varepsilon }    | {\displaystyle \textstyle {s_{2}^{\varepsilon }(r)=s_{2}(r)}} |
| {\displaystyle s_{1}^{\varepsilon }(R)=\varepsilon }.   |                                                               |
Und die Beliefs {\displaystyle \textstyle {\mu }} sind anhand der bayesschen Regel definiert:
{\displaystyle \mu (M)={\frac {s_{1}^{\varepsilon }(M)}{s_{1}^{\varepsilon }(M)+s_{1}^{\varepsilon }(R)}}={\frac {\varepsilon }{\varepsilon +\varepsilon }}={\frac {1}{2}}},
{\displaystyle \mu (R)={\frac {s_{1}^{\varepsilon }(R)}{s_{1}^{\varepsilon }(M)+s_{1}^{\varepsilon }(R)}}={\frac {\varepsilon }{\varepsilon +\varepsilon }}={\frac {1}{2}}}.
Mit {\displaystyle \lim _{\varepsilon \to {0}}s^{\varepsilon }=s} zeigt dies, dass die Einschätzung konsistent ist.
Dies führt zu einem anderen sequentiellen Gleichgewicht:
{\displaystyle (s,\mu )=\left(((1,0,0),(1-p,p)),\left({\tfrac {1}{2}},{\tfrac {1}{2}}\right)\right)}  mit  {\displaystyle \textstyle {p\geq {\frac {2}{3}}}}  in einem Fall, in dem die Informationsmenge von Spieler 2 nicht erreicht wird und die Beliefs über die jeweiligen Entscheidungsknoten in der Informationsmenge von Spieler 2 gleich sind.

## Abgrenzung des sequentiellen Gleichgewichts vom perfekt bayesschen Gleichgewicht
Die beiden Konzepte sind eine Verfeinerung des teilspielperfekten Gleichgewichts. Sie haben die Gemeinsamkeit, dass die Strategien gegeben den Belief sequentiell rational sein müssen.
Die zwei Konzepte unterscheiden sich jedoch in folgendem Punkt:
Die Anforderung 4 des perfekt bayesschen Gleichgewichts lautet,
'In Informationsmengen außerhalb des Gleichgewichtspfades werden die Beliefs mit der bayesschen Regel und Gleichgewichtsstrategien von Spielern bestimmt, wann immer möglich.'
Dieser Anforderung 4 folgend werden im perfekt bayesschen Gleichgewicht die Beliefs durch die bayessche Regel definiert, wann immer möglich ist, während im sequentiellen Gleichgewicht die bayessche Regel durch Konsistenz des Beliefs für alle Pfade im Spiel ihre Anwendung findet (für die Strategien sowohl auf dem Gleichgewichtspfad als auch auf dem Nicht-Gleichgewichtspfad).
Konsistenz im Sinne von Kreps und Wilson (1982) ist, dass die Beliefs {\displaystyle \textstyle \mu } der Grenzwert der Beliefs {\displaystyle \textstyle {\mu ^{\varepsilon }}} sind, die mit einer Folge von vollständig gemischten Strategien {\displaystyle \textstyle {s^{\varepsilon }}} verbunden sind, welche gegen s konvergieren.
Da die Anwendung des Konzepts des sequentiellen Gleichgewichts sehr kompliziert ist, wird in der Spieltheorie oft das perfekt bayessche Gleichgewicht als Lösungskonzept für die Spiele mit unvollständiger Information verwendet.

## Kritik
Im Beispiel ist der zweite Typ des sequentiellen Gleichgewichts jedoch nicht plausibel:
Die Einschätzung {\displaystyle \textstyle (s,\mu )=(((1,0,0),(0,1)),(1-q,q)}  ist ein sequentielles Gleichgewicht, dann und nur dann wenn {\displaystyle q\geq {\tfrac {1}{2}}}. Dies impliziert, dass es gilt:
{\displaystyle \mu (\{M,R\})(M)<\mu (\{M,R\})(R)}.
Aber da für den Spieler 1 die Strategie R von M und L strikt dominiert ist, wenn die Informationsmenge von Spieler 2 erreicht wird und somit Spieler 2 zum Zug kommen würde, ist für Spieler 2 zumutbar zu schätzen, dass die Spieler 1 rational eher M gewählt hat. Also ist {\displaystyle q\geq {\tfrac {1}{2}}}  in der Realität nicht vernünftig; somit sind die sequentiellen Gleichgewichte des zweiten Typs nicht plausibel.
Fazit: Das sequentielle Gleichgewicht schließt nicht alle unplausiblen Gleichgewichte aus.